# Zbigniew Drzewiecki
Pour les articles homonymes, voir Drzewiecki.
Zbigniew Drzewiecki, né le 8 avril 1890 à Varsovie et mort le 11 avril 1971 dans la même ville, est un pianiste et enseignant polonais, surtout associé à l'interprétation des œuvres de Frédéric Chopin, et qui a été la majeure partie de sa vie, un professeur de piano. Parmi ses élèves figurent plusieurs pianistes célèbres du XXe siècle, et son influence a donc été très grande.

## Biographie
Drzewiecki est né à Varsovie. Il a obtenu son diplôme du secondaire au lycée de Varsovie en 1909. Il a commencé l'étude de son instrument avec son père, puis, à Varsovie, avec Oberfeldt et Pilecki. Il est allé ensuite se perfectionner de 1909 à 1914 à Vienne, chez Theodor Leschetizky, où il a étudié avec Marie Prentner, l'assistante du maître. Il a donné de nombreux récitals dans les villes polonaises, mais aussi à Vienne, Prague et Berlin.
En 1916, il est devenu professeur de piano au Conservatoire de Varsovie, et a continué d'enseigner jusqu'à sa mort en 1971. Il est aussi devenu professeur et recteur de l'Académie de musique de Cracovie. Il a aidé à la création du Concours international de piano Frédéric-Chopin, et a participé à leurs jurys en 1927, 1932, 1937, et en a été le président en 1949, 1955, 1960 et 1965. Après la Seconde Guerre mondiale, et surtout après la mort de Józef Turczyński, il était considéré comme le plus grand professeur de piano polonais.
Entre 1934 et 1939 et entre 1945 et 1948, il a été président de la section polonaise de la Société internationale pour la musique contemporaine. Dans les années 1959-1966, il a été président de la Société Frédéric Chopin. Et de 1956 à 1962 il a été président de l'Association des Artistes et Musiciens polonais.
Il a été décoré de la Croix de l'Ordre Polonia Restituta en 1930 et en 1959 il a été décoré de l'Ordre de la Bannière du Travail.

## Liste partielle des élèves de Drzewiecki
Voici une liste (incomplète) des pianistes les plus connus qui ont étudié avec Drzewiecki.
- Ryszard Bakst (en)
- Felicja Blumental
- Walter Buczynski (en)
- Halina Czerny-Stefańska
- Róża Etkin-Moszkowska
- Lidia Grychtołówna (en)
- Adam Harasiewicz
- Władysław Kędra (en)
- Bolesław Kon (en)
- Hiroko Nakamura (en)
- Edward Olearczyk (en)
- Eva Osińska
- Regina Smendzianka (en)
- John Tilbury (en)
- Fu Cong
- Roger Woodward (en)